# AT-AT

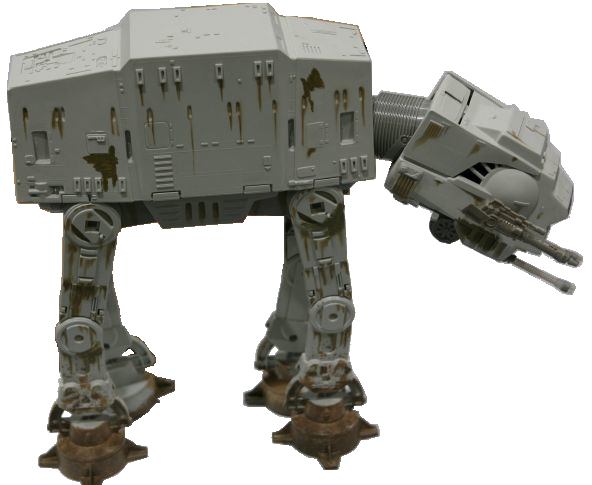

De All Terrain Armored Transport of kortweg AT-AT is een fictief voertuig uit de Star Wars-serie, dat werd gebruikt door het Galactische Keizerrijk tijdens de Slag om Hoth. Een AT-AT is ook te zien op de Bosmaan Endor, even voor de beslissende Slag om Endor.
Er zijn ook twee AT-ATs te zien in The Last Jedi bij de slag om Crait.

## AT-AT
De AT-AT is een 22 meter hoge looptank: een gepantserde machine met vier looppoten. De machine wordt gebruikt door het Galactisch Keizerrijk (dankzij onder andere de AT-ATs konden de keizerlijke troepen echo base op de ijsplaneet Hoth innemen) en is bewapend met twee medium en twee zware laserkanonnen (bereik ± 20 km) en kan tot 40 manschappen vervoeren. De AT-AT's hebben geen afweerschilden, maar kunnen energiewapen-energie absorberen. Hierdoor zijn ze vrijwel ongevoelig voor straalwapens. De AT-AT-divisie stond onder het bevel van Generaal Veers en Veers kreeg zijn orders van de Sith Lord Darth Vader.
Tijdens de landing van Darth Vader op de Bosmaan Endor is ook een AT-AT-voertuig te zien bij Vaders landingsplatform.

## Technische informatie
- Hoogte: 22,6 meter
- Lengte: 26 meter
- Breedte: 7,9 meter
- Maximumsnelheid: 60 km/h[bron?]
- bereik van kanonnen ongeveer 20 km [bron?]

## Trivia
- Diverse bronnen spreken van een hoogte van 15 of 15,5 meter voor de AT-AT. Dit is niet mogelijk, want bij die totale hoogte zou de binnenruimte van de commandocabine (het 'hoofd') maar 1,3 meter hoog zijn.